# Stopy zla
Stopy zla (ang. titul: Sasquatch Mountain, nebo také Devil On The Mountain) je americký sci-fi hororový film z roku 2006, který natočil Steven R. Monroe.

## Děj
Zloději přepadli v Arizonském městečku banku a nyní jsou na útěku. Náskok před policií jim překazí bouračka s mladou dívkou, kterou zajmou jako rukojmí. Nemají se kam schovat a rozhodnou se tedy utéct do lesa, kam se policie za nimi vydá. Zloději však netuší, že v horách, kam utekli, se nachází hladové monstrum.